# Helikopterolyckan vid Kiev 2023
Helikopterolyckan vid Kiev 2023 inträffade den 18 januari 2023 när en helikopter havererade i staden Brovary, i utkanten av Kiev i Ukraina. Ombord på planet fanns bland annat inrikesminister Denys Monastyrskyj och enligt uppgifter hela ledningen för Ukrainas inrikesdepartement. Totalt beräknades 18 personer ha omkommit och 29 skadats i olyckan, men antalet korrigerades senare till 14 omkomna och 25 skadade.

## Händelseförlopp
Den 18 januari 2023 lyfte en helikopter från Kiev för att flyga till krigsfronten mot Ryssland. Ombord befann sig bland annat Ukrainas inrikesminister, vice inrikesministern samt en statssekreterare. Utanför Kiev havererade helikoptern av okänd anledning och kolliderade in i en förskola i den närliggande staden Brovary. Antalet omkomna i olyckan uppgavs först till 18 personer, varav tre barn men korrigerades  senare till 14 omkomna, varav ett barn. 25 personer skadades.